# Kirche Stelzendorf (Zeulenroda-Triebes)

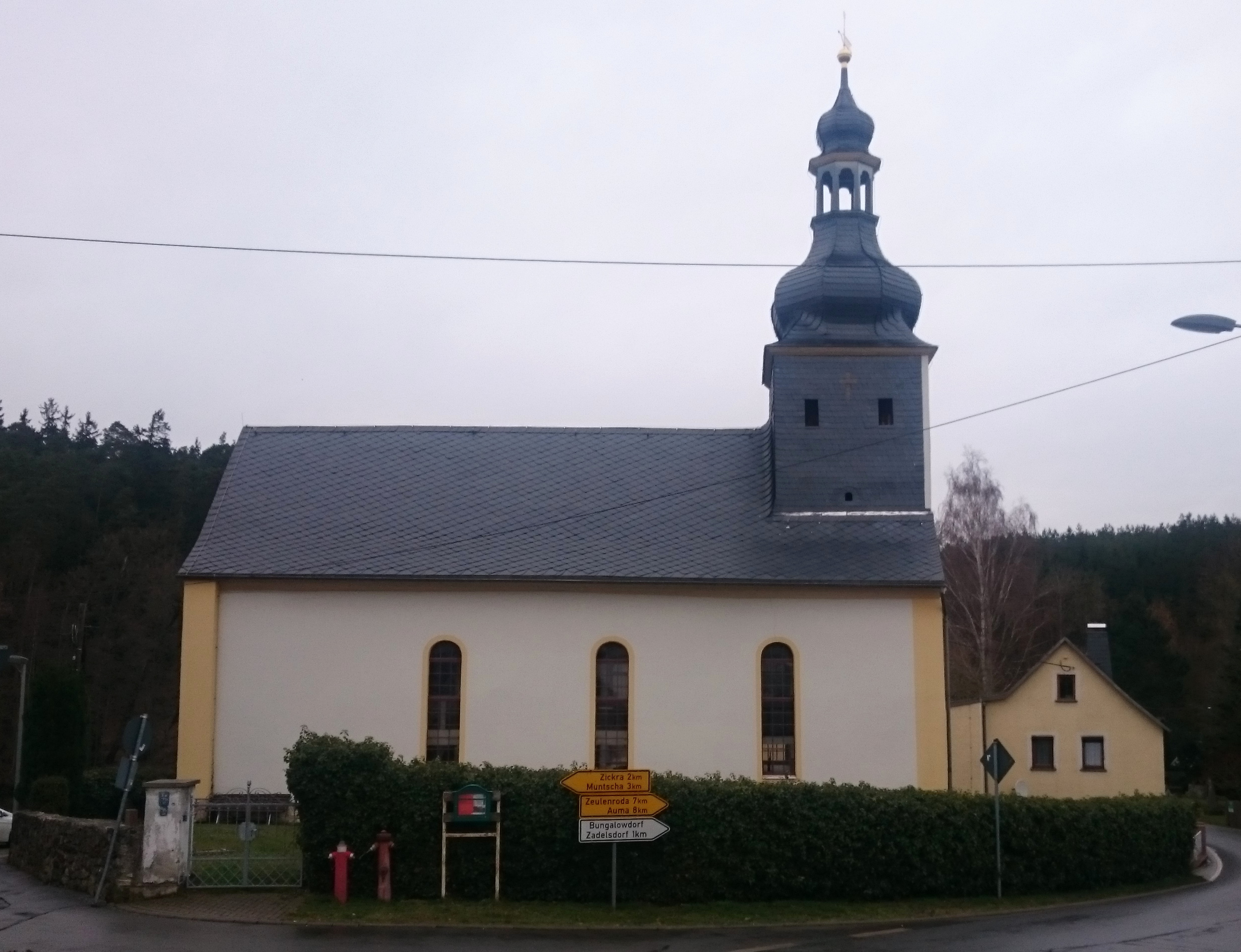
Kirche Stelzendorf

 Die evangelisch-lutherische denkmalgeschützte Kirche Stelzendorf steht in Stelzendorf, einem Ortsteil der Stadt Zeulenroda-Triebes im Landkreis Greiz in Thüringen. Die Kirchengemeinde Stelzendorf gehört zum Pfarrbereich Zeulenroda I in der Kirchengemeinde Zeulenroda im Kirchenkreis Greiz der Evangelischen Kirche in Mitteldeutschland.

## Beschreibung
Die Saalkirche wurde 1711 anstelle der älteren Vorgängerkirche erbaut. Sie wurde 1860 erneuert, 1968–1972 umgebaut und 1991/1992 renoviert. Aus dem schiefergedeckten Satteldach erhebt sich ein Dachturm, der mit einer bauchigen Haube bedeckt ist, auf der eine offene Laterne sitzt, die von einer Turmkugel mit Wetterfahne bekrönt ist.
Der Innenraum ist mit einer Flachdecke überspannt. Eine Empore befindet sich an der Ostseite. Dort steht auch die Kanzel, deren Korb laut Inschrift von 1658 aus der Vorgängerkirche stammt. Das Taufbecken ist aus der Zeit der Renaissance. Die Orgel mit 8 Registern, verteilt auf ein Manual und Pedal, wurde 1760 von Johann Paulus Trampeli gebaut.